# مات كوش
مات كوش (بالإنجليزية: Matt Koch)‏ هو لاعب كرة قاعدة أمريكي، ولد في 2 نوفمبر 1990 في ستورم ليك في الولايات المتحدة.

## وصلات خارجية
- مات كوش على موقع دوري كرة القاعدة الرئيسي (الإنجليزية)
- مات كوش على موقع الدوري الياباني لكرة القاعدة (الإنجليزية)
- مات كوش على موقعبيزبول رفرنس.كوم (الدوري الرئيسي) (الإنجليزية)
- مات كوش على موقعبيزبول رفرنس.كوم (الدوري الثانوي) (الإنجليزية)
- مات كوش على موقع إي إس بي إن.كوم (أم.أل.بي) (الإنجليزية)
- مات كوش على موقع مشجعي الرسوم البيانية (الإنجليزية)